# La Gondole aux chimères
Pour plus de détails, voir Fiche technique et Distribution.
La Gondole aux chimères est un film franco-italien réalisé par Augusto Genina, sorti en 1936.

## Fiche technique
- Titre : La Gondole aux chimères
- Réalisation : Augusto Genina
- Scénario : Gino Valori (it) et Maurice Dekobra d'après le roman de ce dernier
- Photographie : Anchise Brizzi et Léonce-Henri Burel
- Musique : Cesare Andrea Bixio, Ezio Carabella et Armando Fragna (it)
- Montage : Fernando Tropea (en)
- Pays d'origine : France - Royaume d'Italie
- Format : Noir et blanc - 1,37:1 - Mono
- Genre : drame
- Durée : 85 minutes
- Date de sortie : 1936

## Distribution
- Marcelle Chantal : Lady Diana Wyndham
- Henri Rollan : Le comte Angelo Ruzzi
- Paul Bernard : Jimmy
- Roger Karl : Sélim Pacha
- Betty Beckers : Belkis
- Serge Nadaud : Sir Reginald Duckling
- Edmond van Daële : Le docteur Erich Krauss
- Alexandre Mihalesco : Ibrahim
- Lucie Gueneau : Madame Sacchardi
- Doris Duranti : Nelly
- Jean Del Val : Monsieur de Montignac
- Paul Clerget : Le diplomate
- Hugues de Bagratide : Le prince Ahmed
- Jean Clarens : Le capitaine